# Absyrtus decrepitus
Absyrtus decrepitus är en stekelart som beskrevs av Charles Thomas Brues 1910. Absyrtus decrepitus ingår i släktet Absyrtus och familjen brokparasitsteklar. Inga underarter finns listade i Catalogue of Life.